# شکافته‌سنبلچه چینی
شکافته‌سنبلچه چینی (نام علمی: Schizostachyum chinense) نام یک گونه از سرده شکافته‌سنبلچه‌ها است.